# 킹스글레이브: 파이널 판타지 XV
킹스글레이브: 파이널 판타지 XV(Kingsglaive: Final Fantasy XV)는 일본에서 제작된 노즈에 타케시 감독의 2016년 애니메이션, 모험, 드라마, 판타지, SF 영화이다. 레나 헤디 등이 주연으로 출연하였다.

## 출연

### 주연
- 레나 헤디
- 아론 폴
- 숀 빈

### 조연
- 케지아 버로우즈
- 존 캠프링
- 닐 뉴본
- 윌 보든
- 안드레아 티바다르